# Cultura de Brasil

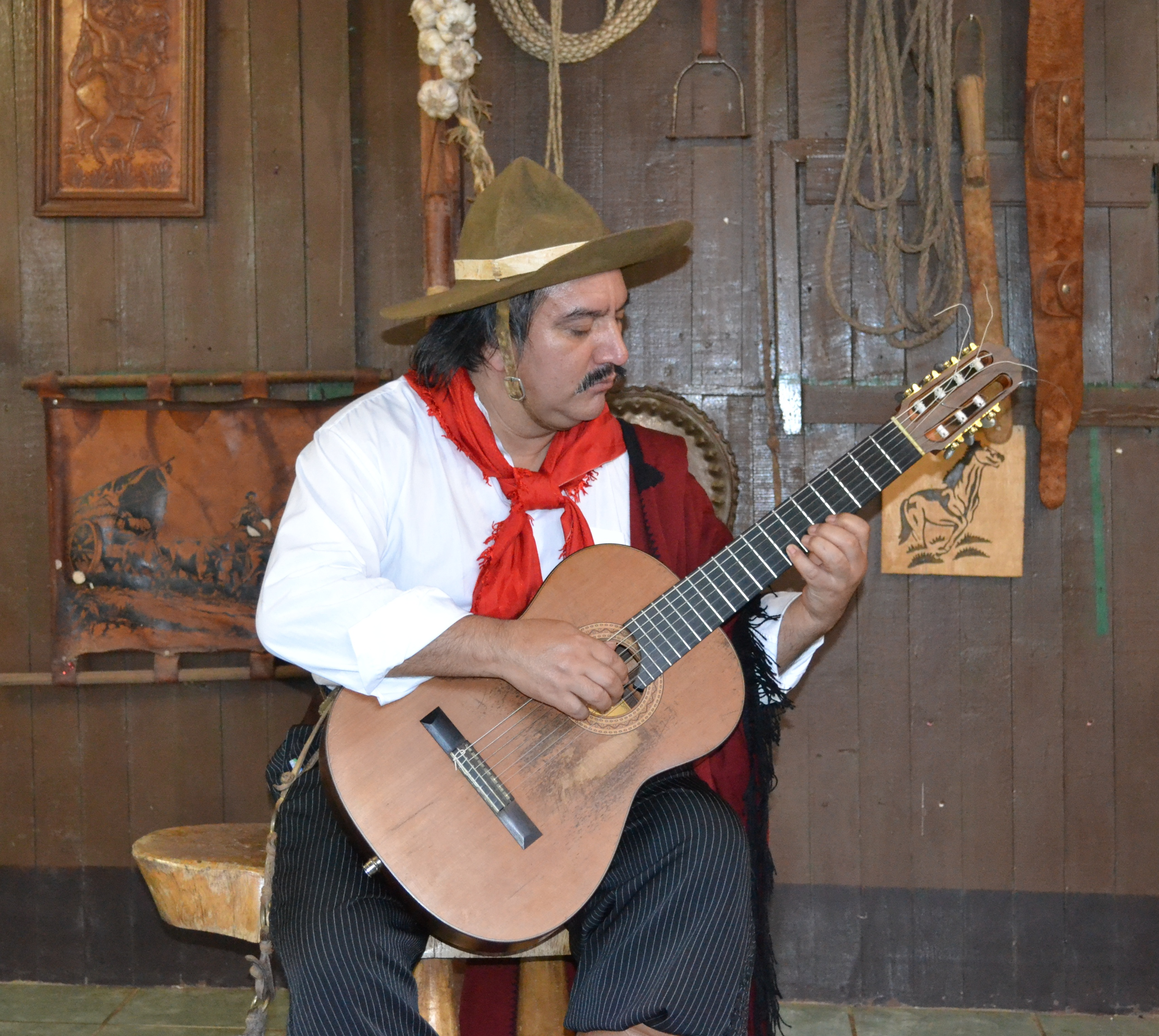
Músico gaucho del sur de Brasil.

La cultura de Brasil es eminentemente marcada por grandes y diversas corrientes migratorias provenientes de todos los continentes, sumado al intenso mestizaje. Brasil está conformado por muy diversos pueblos, lo que se refleja en su cultura, que posee elementos principalmente indígenas, africanos y europeos.
La cultura popular y la cultura erudita siempre fue bastante problemática en el país. Durante un largo período de la historia, desde el Descubrimiento de Brasil hasta mediados de los siglos XIX y XX, la distancia entre la cultura erudita y la cultura popular era bastante amplia: la primera buscaba ser una copia fiel de los cánones y estilos europeos, la segunda era formada por la adaptación de las culturas de los diferentes pueblos que formaron el pueblo brasileño en un conjunto de valores, estéticas y hábitos rechazados y despreciados por las élites. Gran parte del proyecto estético modernista fue justamente el de rescatar en los campos considerados "nobles" de la cultura (las artes en general, la literatura, la música, etc.) y hasta los hábitos cotidianos, considerándola como una legítima cultura brasileña.

## Música
La música popular de Brasil es conocida globalmente, con una gran variedad de manifestaciones y estilos como la samba, la bossa-nova, el choro, el axé, la lambada, el forró, sertaneja, etc, pero también son muy populares estilos importados como el Hip-Hop y el rock. Algunos de los éxitos internacionales más conocidos y representativos de Brasil podrían ser la samba «O que é que a baiana tem?» y 
«Tico-Tico no Fubá» de Carmen Miranda «Aquarela do Brasil» (popular), las bossa-nova «Garota de Ipanema» de Antonio Carlos Jobim y «Mas que nada» de Sérgio Mendes, y la lambada «Chorando se foi» de Kaoma, muy conocidos a nivel internacional.

## Literatura
La literatura de Brasil posee exponentes destacados como el clásico ensayo sociológico Casa grande y senzala (1933) de Gilberto Freyre, escritores como Machado de Assis ("Don Casmurro", "Memórias Póstumas de Brás Cubas"), Jorge Amado (Doña flor y sus dos maridos, La tienda de los milagros, Gabriela, clavo y canela), João Guimarães Rosa (Grande Sertão: Veredas), Érico Veríssimo (O Tempo e o Vento) y Fausto Wolff (O Acróbata Pede Desculpas e Cai).
Entre los poetas se destacan Carlos Drummond de Andrade, Alphonsus de Guimaraens, Haroldo de Campos, etc. Entre los dramaturgos se destacan Manuel de Araújo Porto-alegre (Pitangueira), Antônio Callado, Nelson Rodrigues, entre muchos otros.

## Cine
El cine de Brasil es uno de los más desarrollados en Iberoamérica, muchas en coproducciones con empresas y artistas de otros países, con un importante mercado interior así como filmes que han recibido reconocimiento internacional. Desde las históricas películas Límite (1931) de Mário Peixoto y Orfeo negro (1959).

## Idiomas

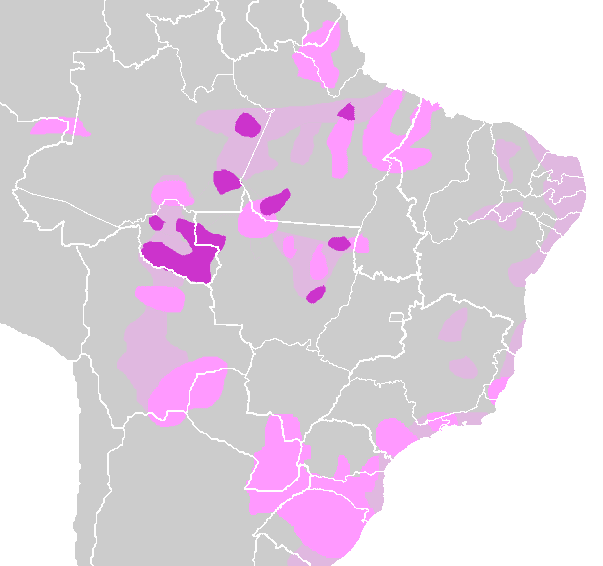
Las lenguas tupí son la familia de lenguas más extendida de toda la Amazonia.

El idioma oficial es el portugués, hablado por prácticamente toda la población. Además existen unas 170 lenguas indígenas, que se han clasificado en unas 20 familias de lenguas diferentes. El promedio de hablantes de lengua indígena estaba en torno a 155 000 individuos en 1999. La mayor parte de los indígenas son bilingües en portugués, tendiendo a desaparecer el monolingüismo entre los indígenas. Las principales familias de lenguas indígenas en Brasil son las lenguas tupí, las lenguas arawak, las lenguas macro-yê y las lenguas caribes.

## Religión

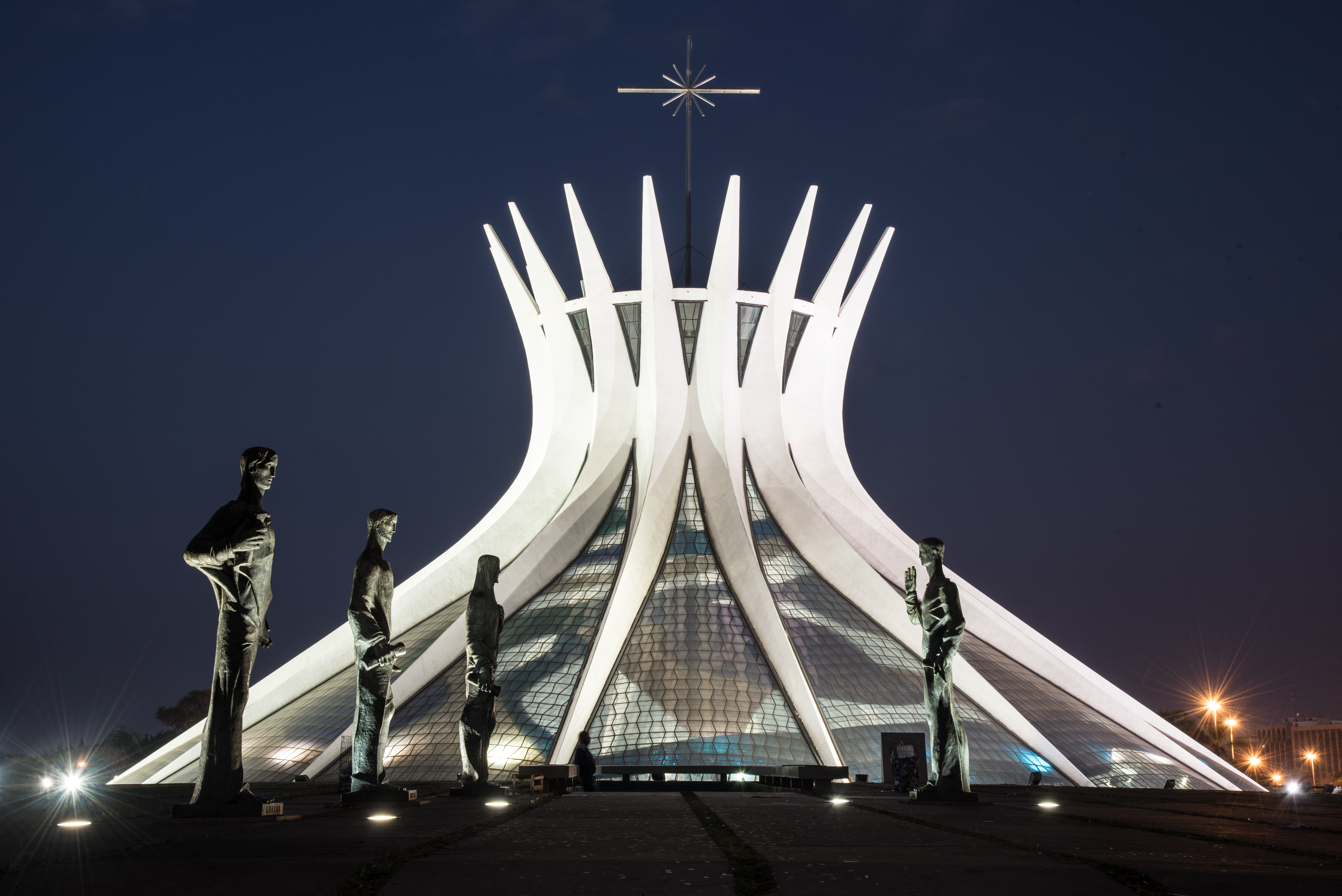
Catedral de Brasilia.

El número de protestantes ha crecido radicalmente, actualmente representando el 19-26% de la población.
Otras religiones son el espiritismo (2.1-4.8%), las religiones afro-brasileñas (~2%), otras (~2%), además de las personas sin religión (7.9-12.8%). La población judía en Brasil es de alrededor de cien mil personas, principalmente en São Paulo y Río de Janeiro.
Las minorías están constituidas por los indígenas que conservan su religión y sus costumbres, especialmente en el Amazonas, tales como União do Vegetal y Santo Daime.
Como resultado de la esclavitud negra, algunos afro-brasileños practican creencias africanas como el animismo, y otras como el candomblé y la umbanda.
La llegada de inmigrantes procedentes de Asia trajo consigo la práctica de las siguientes religiones minoritarias respecto de la globalidad del país: budismo, confucianismo, taoísmo, sintoísmo e islamismo, crecientes en el país. Brasil tiene el segundo mayor número de seguidores de las llamadas nuevas religiones japonesas, superado apenas por el propio Japón. Puede mencionar Seicho-no-Ie, Tenrikyo, Igreja Messiânica Mundial y otros, con variados grados de influencias judaico-cristianas, de las religiones del este asiático (principalmente representadas pelas tradiciones nativas de Japón) y religiones indianas (principalmente representadas por el (budismo).